# Tachikawa Ki-94
 (janvier 2018).
Si vous disposez d'ouvrages ou d'articles de référence ou si vous connaissez des sites web de qualité traitant du thème abordé ici, merci de compléter l'article en donnant les références utiles à sa vérifiabilité et en les liant à la section « Notes et références ».
Le terme Tachikawa Ki-94 fait référence à deux conceptions d'avions de l'usine aéronautique Tachikawa Hikoki K.K. : le Ki-94 et le Ki-94-II. Les deux appareils restèrent à l'état de prototypes et de maquettes et leur développement fut interrompu par la fin de la Seconde Guerre mondiale. Toutefois, le développement du Ki-94-II étant plus abouti que celui de son prédécesseur, on a tendance à lui attribuer la désignation Ki-94.

## Conception et développement

### Premier appareil, le Ki-94
Le premier était un monoplan bipoutre équipés de deux moteurs 18 cylindres Mitsubishi Ha211 de 1 641 kW, entraînant deux hélices à 4 pales dans une configuration push-pull. L'armement très lourd qui aurait dû être monté sur l'avion (deux canons de 37mm et deux canons de 30mm) aurait dû suffire à abattre n'importe quel bombardier lourd américain de l'époque. On estimait une performance prospective exceptionnelle, qui a cependant été jugée "excessivement optimiste" par le département technique de l'Armée de l'air japonaise. La conception a été jugée trop complexe par le département technique et a été abandonnée.
La configuration bipoutre de cet appareil était proche de celle du J-21 suédois ou même du SO.8000 Narval français.

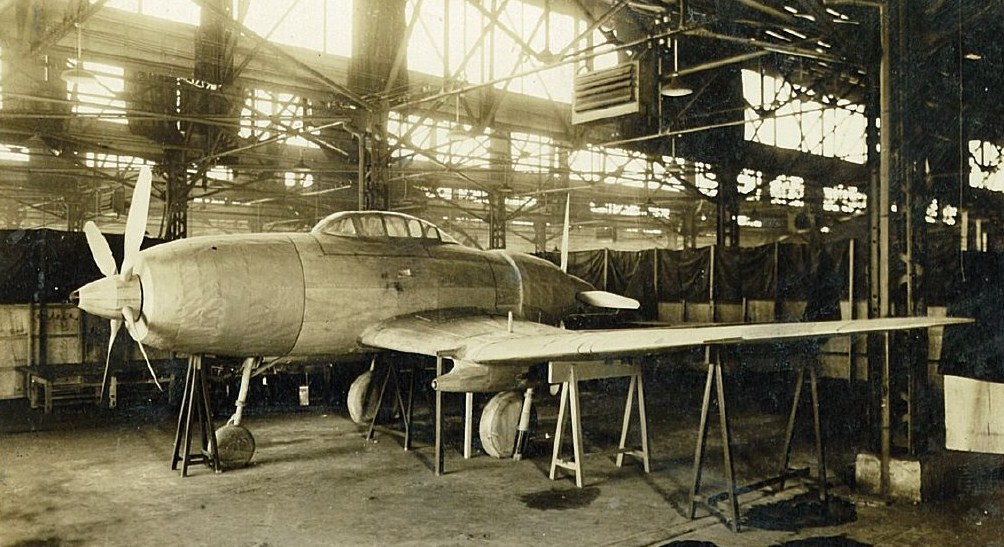
Une maquette en bois grandeur nature du Ki-94-I.
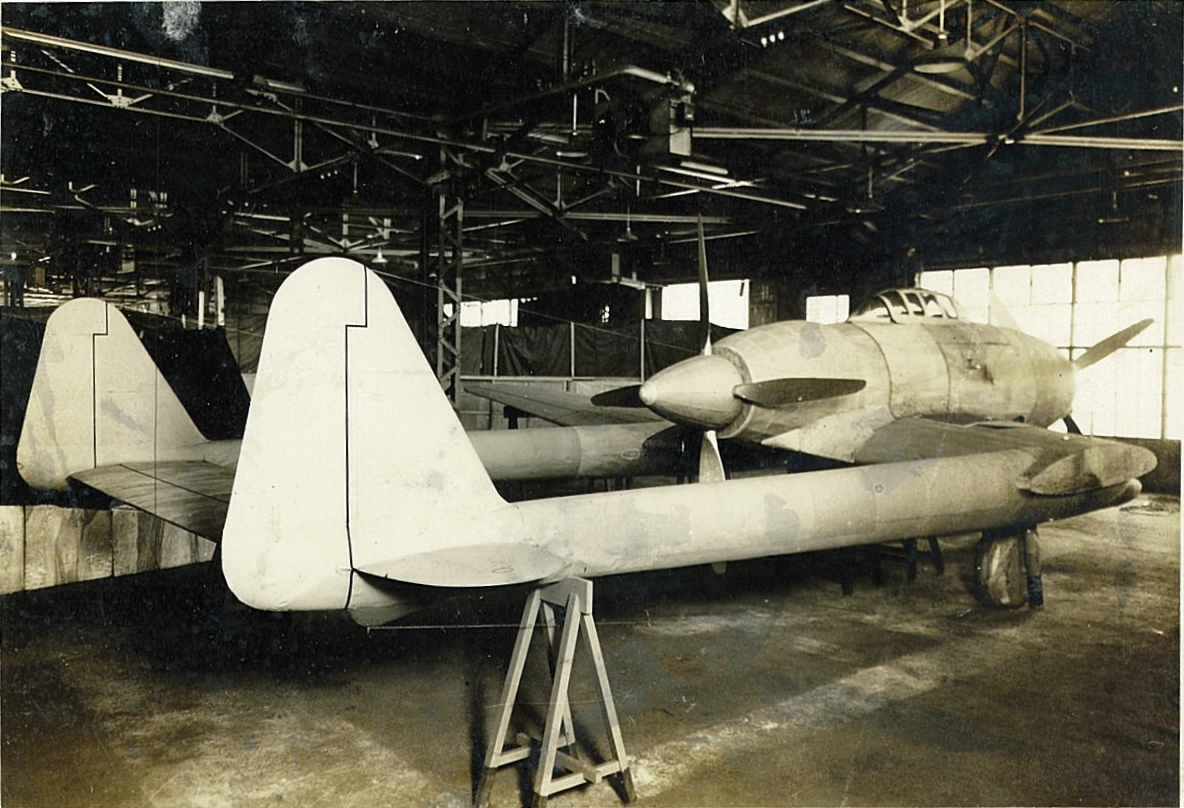
Vue arrière de la maquette et de sa configuration bipoutre

### Second appareil, le Ki-94-II
Le deuxième Ki-94, réalisé par une équipe de Tatsuo Hasegawa (en), concepteur en chef de l'avion et responsable de la voilure utilisée, était un chasseur monoplace à moteur à piston, plus conventionnel, développé pour l'armée de l'air impériale japonaise, ayant les mêmes exigences que le Nakajima Ki-87, qui avait été le design de base pour le Ki-94 original. Destiné à contrer les raids incessant de B-29, il était optimisé pour l'interception à haute altitude, possédant un cockpit pressurisé et un armement lourd.
Cette conception a été approuvée par le Koku Hombu (Service aérien de la Marine impériale japonaise), et l'avion a été désigné Ki-94-II (le modèle Ki-94 antérieur mis au rebut s'appelait le Ki-94-I). Une commande a été passée pour une cellule d'essai statique, trois prototypes et dix-huit appareils de pré-série. Seulement 2 prototypes ont été construits : le premier était équipé d'un seul moteur Nakajima Ha219 [Ha-44] de 1 895 kW, entraînant une hélice à 4 pales, l'hélice à 6 pales n'étant pas prête. Le deuxième devait être équipé de ladite hélice. La fin de la guerre a toutefois arrêté la construction du deuxième prototype et a également cloué au sol le premier prototype, qui était prêt pour son premier vol. Le le Ki-94-II ne pris jamais l'air.
Il serait devenu, à l'instar du Ki-87, un intercepteur haute altitude de choix pour l'armée de l'air impériale japonais. Produit en série, il aurait sans doute pu donner beaucoup de mal aux bombardiers américains, et qui sait, peut-être pu rétablir la suprématie aérienne dans l'espace aérien japonais.

## Caractéristiques du Ki-94-II
Donnés provenant du livre Famous Aircraft of the World, first series, no.76: Japanese Army Experimental Fighters (1); Japanese Aircraft of the Pacific War
Caractéristiques générales
- Équipage : 1
- Longueur : 12 m
- Longueur d'aile : 14 m
- Hauteur : 4,65 m
- Surface alaire: 28 m2
- Profil : Profil Tatsuo Hasegawa
- Masse à vide : 4 637 kg
- Masse : 6 450 kg
- Moteur : 1 × Nakajima Ha219 [Ha-44-12] moteur 18 cylindres radial à refroidissement par air, 1 835 kW

Performances (estimées)
- Vitesse maximale : 712 km/h
- Vitesse de croisière : 440 km/h
- Rayon d'action : 2 100 km
- Plafond : 14 680 m
- Ascension à 5 000 m : 5 min 9 s
- Ascension à 10 000 m : 17 min 38 s
- Ascension à 13 000 m : 21 min 3 s

Armement
- Canons : deux canons de 30 mm Ho-155 dans le nez et deux canons 20 mm Ho-5 dans les ailes
- Bombes : deux bombes de 250 kg

## Dans la culture populaire
- Le Ki-94-II est présent dans le jeu-vidéo War Thunder. Disponible en tant que chasseur de tiers IV de l'arbre des forces aériennes japonaises, c'était un avion premium qui était déblocable à l'occasion de l'évènement Operation S.U.M.M.E.R. à l'été 2017.

## Appareils similaires (au Ki-94-II)
- Focke-Wulf Ta 152H
- Republic P-47N Thunderbolt
- Nakajima Ki-87
- Dornier Do 335